# Георгиевский, Горан
Горан «Муйо» Георгиевский (макед. Горан "Мујо" Георгиевски; 2 декабря 1969, Куманово — 4 апреля 2005, там же) — майор Полиции Республики Македония и командир спецподразделения МВД «Львы» в 2001—2003 годах; участник конфликта в Республике Македония в 2001 году.

## Биография
Родился 2 декабря 1969 года в Куманово. В детстве был физически слабым и неуклюжим, над чем нередко подтрунивал его дедушка — участник Народно-освободительной войны Югославии в составе Козякского партизанского отряда. От деда он получил прозвище «муйчо» (макед. малыш), которое позже преобразовалось в «Муйо».
Горан проходил воинскую службу в Югославской народной армии, но запомнился в 1990 году с отрицательной стороны, когда подрался с офицерами ЮНА, которые выносили имущество из армейских казарм в СР Македонии. В 1995 году выступил на митинге в поддержку македонской националистической партии ВМРО ДПМНЕ, за что подвергся политическому преследованию, на него даже завели уголовное дело. В самом Куманово он считался одним из наиболее уважаемых людей, нередко поучал молодое поколение не заниматься преступностью и бороться против преступности; тем не менее, СМИ распространяли о нём информацию как о преступнике и криминальном авторитете.
С 1995 по 2001 годы скрывался на территории ЮАР от полиции и служб безопасности Республики Македония, где, по некоторым данным, у него был собственный дом. По другим данным был в декабре 1996 года в кумановском ресторане «Црногорац» и выжил после покушения со стороны неизвестных лиц: по словам хорватского националистического деятеля Игора Юга (хорв. Igor Jug) из Куманово, покушение на Муйо организовали спецслужбы Македонии по распоряжению Ивана Бабановского, в прошлом начальника 3-го отделения югославской спецслужбы УДБА.
В 2001 году во время конфликта с албанцами в Республике Македонии в связи с массовыми дезертирством военных и полицейских, а также отсутствием реакции на призыв, Георгиевский вернулся на родину, записавшись добровольцем в антитеррористическое подразделение МВД «Львы» и став его командиром. Муйо был знаком с Милорадом Улемеком, полковником ВС Югославии и командиром «красных беретов». Участвовал в ряде вооружённых столкновений с албанскими вооружёнными формированиями АНО и АНА. В 2003 году батальон был расформирован решением властей Республики Македония, чем Георгиевский был возмущён. В интервью журналу «Фокус» 27 июня 2003 года он сказал следующее:

Когда началась война, мы не бросили наши семьи, за которые сражались. В то время в Македонии было много «комитов» и «партизан», которые пели песни и резали вены в кафанах. Они были лучше тех из нас, кто отправился на фронт, а ведь мы были там, куда они и в мыслях не собирались идти. Когда мы видим, как с нами обращаются и как нас унижают политики в СМИ, в моём сердце становится пусто. Я чувствую себя оскорблённым и преданным, потому что в нашей стране искажена правда. Я смотрю людям в глаза, что не обманывают и не предают, и замечаю, что они избегают моего взгляда. Они знают, что делают с нами, но я не знаю, известно ли им, что они всячески это преуменьшают и отрицают.
Оригинальный текст (макед.)Кога почна војната ние ги оставивме нашите семејства, за да се бориме. Во она време во Македонија имаше многу „комити“ и „партизани“ што пееа песни и сечеа вени по кафани. Беа поголеми од нас кои отидовме и бевме онаму каде што тие не смееа ни да помислат да отидат. Кога гледаме како не третираат и шиканираат од политичари до медиуми, срцето ми е некако празно. Се чуствувам повредено и изневерено зашто во оваа наша држава се искривува вистината. Ги гледам луѓето во очи, оние кои не оговараат и напаѓаат, и забележувам дека ми го избегнуваат погледот. Тие се свесни што ни прават, ама не знам дали знаат оти со тоа се омаловажуваат и негираат.

В 2004 году, несмотря на своё увольнение со службы, Горану Георгиевскому и генерал-майору Горану Стойкову запретили въезд на территорию США как лицам, создающим угрозу национальной безопасности для Штатов; также 31 января 2005 года против Муйо как македонского экстремиста были введены санкции Евросоюзом. В народе к тому моменту сложилось сложное представление о Муйо. Одни утверждали, что он был уважаемым в Куманово человеком, который поучал молодёжь и призывал её не заниматься преступностью, а также боролся против преступников и нередко помогал малообеспеченным слоям населения; другие же утверждали, что он как раз был «крышей» для разных преступников, слыл агрессивным человеком и держал в страхе всё Куманово.

## Убийство
4 апреля 2005 года Георгиевский был убит Гораном «Линкой» Стойковским около здания его ночного клуба «Линка» в Куманово. Стойковский 13 раз выстрелил в безоружного Георгиевского из пистолета (тремя выстрелами в живот добил раненого Муйо), также им был убит 26-летний друг Муйо — Ненад «Чавка» Велковский. Причиной убийства стала месть за нападение на сына Стойковского Марко и угрозы от Муйо убить Марко и сжечь ночной клуб. Трое спутников Муйо (Роберт Иванов, Драган Илич и Марина Илич) были ранены. По версии следствия, перестрелка была последствием противостояния бывших сотрудников отряда «Львы» с провластными сторонниками.
Муйо был похоронен на Кумановском городском кладбище. На похоронах Муйо присутствовали его друзья из Республики Македонии, Сербии и Болгарии; из известных лиц на похоронах присутствовали сослуживец по «Львам» и киноактёр Тони Михайловский, актёр Кирил Поп Христов, журналистка и подруга Горана Мирка Велиновская, телохранитель бывшего премьер-министра Любчо Георгиевского Влатко «Рамче» Стефановский. Также на похоронах было много знакомых из Сербии, которые занимались совместным бизнесом с Муйо. Муйо оставил жену и двоих детей.
Стойковский скрывался некоторое время от полиции, позже был арестован и приговорён судом к 8 годам лишения свободы, отсидев 6 лет и выйдя на свободу за примерное поведение, но 12 декабря 2011 года, через несколько месяцев после своего освобождения был убит у своего дома шестью выстрелами в голову: следствие предположило, что это была месть за Георгиевского.

## Комментарии
1. ↑  Кафана — на Балканах местный клуб, культурное учреждение[6]